# Wahl (Luxemburg)
Wahl (luxemburgisch Walⓘ) ist eine ehemalige Gemeinde im Großherzogtum Luxemburg. Auf 19,7 km² lebten am 1. Januar 2023 1087 Einwohner dort. Am 1. September 2023 wurde sie mit Grosbous zur Gemeinde Grosbous-Wahl fusioniert.

## Zusammensetzung der Gemeinde
Die Gemeinde Wahl besteht aus den folgenden Ortschaften:
- Brattert
- Buschrodt
- Grevels
- Heispelt
- Kuborn
- Rindschleiden
- Wahl

## Gemeindefusion
Nach eingehenden Verhandlungen im Sinne einer eventuellen Fusion der Gemeinden Wahl und Grosbous fand am 27. Juni 2021 in beiden Gemeinden ein Referendum statt, damit sich die Einwohnerschaft zu dem geplanten Fusionsprojekt äußern kann. In beiden Gemeinden sprach sich eine Mehrheit für eine Fusion aus.

## Sehenswürdigkeiten

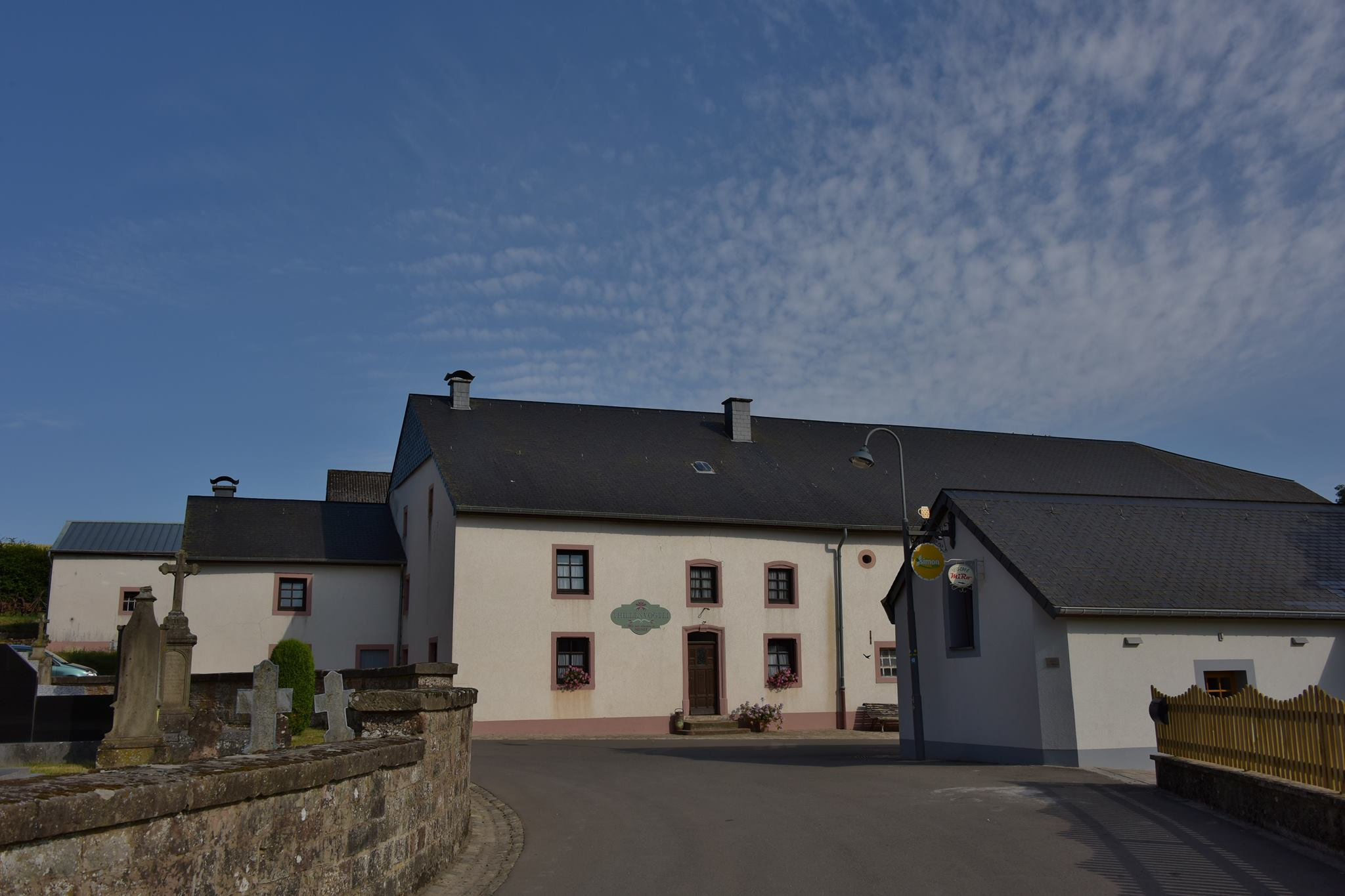
Thillenvogtei Rindschleiden

- Die Kirche von Rindschleiden, wurde im 10. Jahrhundert gebaut und im 16. Jahrhundert dem Heiligen Willibrord geweiht.[2]
- Der Randschleider Pad in Rindschleiden ist ein Besinnungs- und Meditationsweg in zwölf Abschnitten.[3]
- Das Museum Thillenvogtei bietet für Schulklassen und Touristen nach Voranmeldung Einblicke in die frühere Landwirtschaft.[4][5]